# Unonopsis macrocarpa
Unonopsis macrocarpa är en kirimojaväxtart som beskrevs av Paulus Johannes Maria Maas och Van Setten. Unonopsis macrocarpa ingår i släktet Unonopsis och familjen kirimojaväxter. Inga underarter finns listade i Catalogue of Life.